# Новый Майдан (Хмельницкая область)
Новый Майдан (укр. Новий Майдан) — село в Деражнянском районе Хмельницкой области Украины.
Население по переписи 2001 года составляло 98 человек. Почтовый индекс — 32222. Телефонный код — 3856. Занимает площадь 0,435 км². Код КОАТУУ — 6821583202.

## Местный совет
32222, Хмельницкая обл., Деражнянский р-н, с. Згарок, ул. Ленина, 10